# Claudio Carrera Valdés
Claudio Carrera Valdés (Ciudad de México, 20 de marzo de 1971) es un productor de teatro mexicano, reconocido por haber producido más de veinte obras, la mayoría de ellas presentadas en el Teatro de los Insurgentes. Su primera producción fue El graduado, protagonizada por Margarita Gralia y Mauricio Ochmann y presentada en el Centro Cultural Telmex en 2003.

## Biografía

### Inicios
Carrera Valdés nació en la Ciudad de México en 1971. En su infancia, sus padres le inculcaron el gusto por el teatro, llevándolo a ver obras del actor mexicano de origen español Manolo Fábregas en el Teatro San Rafael y de la actriz y productora Silvia Pinal. Al finalizar sus estudios básicos decidió cursar una carrera de Administración de Empresas. Al graduarse viajó a Londres con el objetivo de realizar una maestría de negocios, pero finalmente decidió convertirse en productor teatral.

### Década de 2000
Luego de conseguir los derechos de la obra El graduado, en 2003 se encargó de producir la adaptación en el Centro Cultural Telmex con Mauricio Ochmann y Margarita Gralia. Ante la positiva acogida del público, Carrera fue contactado por la productora teatral Tina Galindo, quien le propuso formar una sociedad para producir una versión del musical Cabaret en 2004. Esta relación laboral generó nuevas producciones para el Teatro de los Insurgentes en la década de 2000 como Víctor/Victoria (con Daniela Romo y Mauricio Herrera), Una Eva y dos patanes (con Eugenio Derbez y Jacqueline Voltaire), La novicia rebelde (con Bianca Marroquín y Olivia Bucio), El buen canario (dirigida por John Malkovich y protagonizada por Diego Luna y Daniel Giménez Cacho) y Todo sobre mi madre (con Lisa Owen), entre otras.

### Décadas de 2010 y 2020
Tras presentar Todo sobre mi madre durante doce semanas en el Teatro de los Insurgentes, Carrera produjo nuevamente en asociación con Galindo obras y musicales en la década de 2010 como Cock (con Ilse Salas y Diego Luna) Nadando con tiburones (con Demián Bichir, Ana de la Reguera y Alfonso Herrera), Amor, dolor, ¡y lo que traía puesto! (con Silvia Pinal y Diana Bracho), Los locos Addams (con Jesús Ochoa y Susana Zabaleta) y Privacidad (con Diego Luna, Luis Gerardo Méndez y Ana Karina Guevara).
En 2018 produjo la adaptación de La sociedad de los poetas muertos en el Teatro Libanés en colaboración con la compañía Ocesa y con la actuación protagónica de Alfonso Herrera. Ese mismo año inició la producción del musical Hello Dolly! (protagonizada por Daniela Romo) para el Teatro de los Insurgentes con Tina Galindo, seguida de Sugar en 2019 con un elenco conformado por Cassandra Sánchez Navarro y Ariel Miramontes. En 2021 produjo Blindness, obra basada en la novela Ensayo sobre la ceguera de José Saramago, y un año después se encargó de producir las obras Vanya Sonia Masha & Spike y Network para los teatros Libanés e Insurgentes, respectivamente.
En 2023 produjo la obra musical Mamma Mía! para el Teatro de los Insurgentes, en la celebración de los setenta años de existencia del sitio.

## Obras producidas
| Año  | Título                                       | Lugar                     | Ref.   |
| ---- | -------------------------------------------- | ------------------------- | ------ |
| 2003 | El graduado                                  | Centro Cultural Telmex    | [ 1 ]  |
| 2005 | Cabaret                                      | Teatro de los Insurgentes | [ 22 ] |
| 2006 | Festen                                       | Teatro Helénico           | [ 23 ] |
| 2006 | Víctor/Victoria                              | Teatro de los Insurgentes | [ 3 ]  |
| 2008 | Una Eva y dos patanes                        | Teatro de los Insurgentes | [ 4 ]  |
| 2009 | El buen canario                              | Teatro de los Insurgentes | [ 7 ]  |
| 2009 | La novicia rebelde                           | Teatro de los Insurgentes | [ 6 ]  |
| 2010 | Todo sobre mi madre                          | Teatro de los Insurgentes | [ 8 ]  |
| 2010 | Juegos siniestros                            | Teatro de los Insurgentes | [ 24 ] |
| 2011 | Cock                                         | Teatro de los Insurgentes | [ 9 ]  |
| 2012 | Nadando con tiburones                        | Teatro de los Insurgentes | [ 10 ] |
| 2012 | Amor, dolor, ¡Y lo que traía puesto!         | Teatro de los Insurgentes | [ 12 ] |
| 2013 | El curioso incidente del perro a media noche | Teatro de los Insurgentes | [ 25 ] |
| 2014 | Los locos Addams                             | Teatro de los Insurgentes | [ 13 ] |
| 2015 | Annie                                        | Teatro de los Insurgentes | [ 26 ] |
| 2016 | El hombre de La Mancha                       | Teatro de los Insurgentes | [ 27 ] |
| 2017 | Privacidad                                   | Teatro de los Insurgentes | [ 14 ] |
| 2018 | La sociedad de los poetas muertos            | Teatro Libanés            | [ 15 ] |
| 2018 | Hello Dolly!                                 | Teatro de los Insurgentes | [ 16 ] |
| 2019 | Sugar                                        | Teatro de los Insurgentes | [ 17 ] |
| 2021 | Blindness                                    | Teatro de los Insurgentes | [ 28 ] |
| 2022 | Vanya Sonia Masha & Spike                    | Teatro Libanés            | [ 19 ] |
| 2022 | Network                                      | Teatro de los Insurgentes | [ 20 ] |
| 2023 | Mamma Mía!                                   | Teatro de los Insurgentes | [ 21 ] |